# Euchirella messinensis
Euchirella messinensis är en kräftdjursart som först beskrevs av Claus 1863.  Euchirella messinensis ingår i släktet Euchirella och familjen Aetideidae.

## Underarter
Arten delas in i följande underarter:
- E. m. messinensis
- E. m. indica